# 호흡계
호흡계(respiratory system, respiratory apparatus, ventilatory system)은 외호흡을 위해 분화된 기관이다. 호흡계는 폐(lung), 기도(conducting airway), 호흡근(muscle of respiration)의 조절에 관여하는 중추신경계 요소, 흉벽(chestwall)으로 구성된다. 흉벽은 호흡근(횡경막(diaphragm),  늑간근(intercostal muscle), 복근)과 흉곽으로 이루어져 있다.
모세 혈관과 조직세포 사이에서 산소와 이산화탄소가 교환되는 현상을 '내호흡'이라고 한다. 호흡의 결과 생성된 불필요한 이산화탄소는 호흡기관을 통하여 배출되는데 호흡의 참다운 목적은 생물이 살아가는데 필요한 여러 가지 에너지를 내는 내호흡에 있다고 할 수 있다. 그러나 동물의 몸 구조나 생활 장소에 따라, 되도록 효율이 좋은 호흡 기관이 긴 진화의 역사 속에서 각 동물에게 발달해 온 것으로 보인다. 또 세포 내에서는 호흡에 의한 영양 물질의 분해뿐만 아니라, 여러 가지 화학 반응이 이루어지고 있다. 그 결과, 많은 노폐물이 생성되므로 이것을 체외로 배출하지 않으면 안 된다. 아메바 등의 간단한 동물은, 노폐물이 세포막에서 직접 외계의 물로 확산하여 배출되고, 몸 표면으로 산소를 흡수하고 이산화탄소를 내보낸다.
호흡시에 가스 교환을 하는 데는 물이 필요하다. 아가미 등의 호흡 기관은 직접 물과 접하고 있고, 공기 호흡을 하는 동물의 호흡 기관도 직접 가스 교환을 하는 부분은 얇은 물의 층에 덮여 있다 예를 들면, 개구리의 피부는 축축하기 때문에 피부 호흡이 이루어진다. 한편, 뱀이나 도마뱀의 피부는 건조하여 피부를 통한 가스 교환이 거의 불가능하나, 허파의 내면은 점막으로 되어 언제나 물의 막으로 덮여 있기 때문에 호흡을 하는 데 지장이 없다. 이 사실은 외계의 산소는 일단 물에 녹은 뒤 체내로 받아들여진다는 것을 말해주고 있다. 산소 소비량이 그다지 많지 않은 하등 동물을 제외하고는, 대부분 동물의 호흡 기관은 산소가 접하는 표면적이 넓어지도록 복잡하게 발달되었고, 보다 능률적으로 산소를 운반할 수 있도록 혈액이나 순환계와 결합하여 발달해 왔다.

## 체표호흡(體表呼吸)
원생동물이나 해면·히드라·플라나리아 등의 하등한 다세포 동물에는 호흡 기관이라 불리는 것이 없고, 직접 외계와 체표면과의 사이에서 가스 교환이 이루어짐

## 피부호흡(皮膚呼吸)
축축한 피부로 공기 중의 산소를 흡수하고, 이산화탄소를 배출한다. 또 개구리는 축축한 피부 호흡을 하여 허파 호흡을 돕는다.

## 아가미 호흡
수생 동물의 대표적인 호흡 기관은 아가미이다. 가장 원시적인 아가미는 갯지렁이 등의 환형동물에서 볼 수 있는 것으로, 피부가 돌출한 간단한 것이다. 연체동물의 아가미는 외투강에 있는데, 빗살 모양 또는 넓적한 모양으로 되어 있으며, 그 속에는 혈관이 가늘게 분포되어 있다. 오징어·문어의 종류에서는 외투막 운동에 의해, 신선한 물을 아가미로 보내는 호흡 운동을 볼 수 있다. 갑각류에는 머리가슴부의 가슴다리 밑부분에, 몇 쌍의 잎 모양 또는 깃털 모양의 아가미가 발달하여, 대부분은 두흉갑(頭胸甲)으로 덮인 아가미실 속에 들어 있다. 척추동물 중 일생 동안 아가미로 호흡을 하는 것은 어류뿐인데, 매우 발달한 아가미를 가지고 있다. 어류의 아가미는 인두부에서 좌우로 쌍을 이루어 돌출한 몇 장의 잎 모양의 표피로서, 이 속에는 모세 혈관이 가늘게 분포되어 있다. 잎 모양의 아가미는 표면적이 대단히 커서, 총체표면적의 수십 배에 달한다. 경골어류의 아가미는 네 쌍이며, 호흡 운동은 입과 아가미뚜껑의 운동에 의한 빨아들이고 내뱉는 펌프 작용에 의해 끊임없이 신선한 물의 유입이 이루어지고 있다.

## 수관계(水管系)와 수폐(水肺)
극피동물 가운데 성게·불가사리 종류에는 수관계, 해삼 종류에는 수폐(호흡수)라 불리는 복잡한 관상 구조가 있어서, 물 속에서의 능률적인 가스 교환에 도움이 된다.

## 기관호흡(氣管呼吸)
곤충류에는 공기를 조직으로 직접 보내는 가는 관이 혈관계처럼 체내에 분포하여 기관계를 형성하는데, 이들 기관은 조직 세포와 직접 접촉되어 있어 가스 교환이 이루어진다. 그렇기 때문에 혈액에 의한 산소·이산화탄소의 운반이 필요없어서 혈관계는 간단히 되어 있다. 기관의 입구를 기문이라고 하는데, 기문은 각 체절마다 한 쌍씩으로, 보통 몸 전체에 열 쌍이 있다. 기관과 기문 사이에는 전방(前房)이라는 빈 곳이 있는데, 주로 여기에 있는 주걱 모양의 돌기에 의한 개폐 장치로 인하여 기문의 개폐가 이루어진다. 호흡 운동은 복부 체벽의 운동에 의해 이루어지는데, 열 쌍의 기문 중 앞부분의 네 쌍에 의해 공기가 들어오고 뒷부분의 여섯 쌍에 의해 배출된다. 숨을 들이쉴 때는 복부가 부풀어 앞부분의 기문이 열리고 뒷부분의 기문은 닫히며, 이어서 복부가 수축하면 앞부분의 기문은 닫히고, 뒷부분의 기문이 열려 날숨이 배출된다. 거미류의 기관계는 책허파(서폐)로서, 복부의 앞쪽 끝에 책을 쌓아놓은 것 같은 모양의 기관이다. 또, 물 속에서 사는 곤충에는 모기의 유충처럼 꽁무니 끝의 기문을 수면으로 내놓고 호흡하는 것, 하루살이·실잠자리의 유충처럼 잎 모양의 돌기 속에 기관이 분포하여, 물 속에서 가스 교환을 하는 기관 아가미를 가진 것 등을 볼 수 있다.

## 허파호흡
달팽이·민달팽이(괄태충) 등의 무리는 연체동물 중에서 유폐류라 불리듯이, 외투강의 내벽이 변형되어 주름이 되고 그 곳엔 혈관이 분포하여 공기 호흡을 하는 일종의 허파를 가지고 있다. 그러나 이 종류의 허파는 표피가 변형된 것으로, 척추동물의 허파와 그 기원이 같지 않다. 척추동물의 허파는 인두의 좌우 양 옆쪽으로 함입되어 만들어진 속이 빈 주머니가 발달한 것이다. 이 점은 어류의 부레나 폐어류의 허파와 발생이 같고, 여기서부터 양서류 이상의 허파로 진화된 것이라고 생각된다. 음양우류는허광연 호경을,해 한롱가 등은 폐어류의 부레와 비슷한 속이 빈 매끄러운 주머니이지만, 개구리는 호흡 표면적을 넓히기 위한 주름이 주머니의 내면에 발달되어 있다. 고등한 척추동물일수록 허파의 내부에 주름이 많아 표면적이 넓어지므로 가스 교환이 효과적으로 이루어진다. 양서류는 기관이나 기관지는 없고, 구강과 인두의 운동 및 복부의 운동에 의해 호흡이 이루어지고 있다. 이 불완전한 허파 호흡은 피부로부터 직접 산소를 받아들이는 피부 호흡으로 보충된다.
파충류의 허파는 양서류보다 발달되어 호흡 면적이 증가하는 한편, 연골로 된 원통 모양의 기관이 발달되어 있다. 파충류는 가로막이 없어서, 주로 갈비사이근의 수축으로 인한 갈비뼈의 상하 운동으로 허파에 공기를 출입시킨다. 조류의 허파는 현저하게 많은 수의 기관지가 모인 해면 모양의 구조이다. 기관지에는 얇은 막으로 이루어진 큰 기낭이 여러 쌍 있는데, 근육이나 내장 사이, 또는 뼈의 내부로도 들어가 있다. 기낭에는 혈관의 분포가 적으므로, 가스 교환보다는 공기의 저장이나 날기 위해 몸을 가볍게 하는 역할을 한다. 조류도 파충류와 마찬가지로 가로막이 없어서, 주로 갈비뼈의 상하 운동으로 허파에 공기를 출입시키는데, 기낭의 작용으로 허파 표면에 신선한 공기를 연속적으로 보내는 효율적인 호흡운동을 한다.
포유류의 허파는 나뭇가지 모양의 기관지를 중심으로 하여, 모세 혈관이 가늘게 분포된 허파꽈리(지름 약 100μ)가 무수히 연결(약 7억 개)되어 있으며, 굴곡이 많아 표면적이 매우 넓다. 호흡 운동은 가로막과 갈비뼈의 상하 운동에 의해 일어난다. 가로막은 체강을 흉강과 복강으로 나누는 근육성의 막인데, 갈비사이근에 의하여 갈비뼈와 가슴뼈가 위로 올라가고 가로막이 아래로 내려가면 흉강이 넓어지고, 흉강 내의 압력(기압)이 낮아져서 공기가 허파로 들어온다. 반대로 갈비사이근이 이완되면 갈비뼈·가슴뼈는 내려오고 가로막이 위로 올라가서 흉강이 좁아지므로, 흉강 내의 압력이 높아지게 되어 허파 속의 공기는 몸 밖으로 나가게 된다. 이와 같은 반복 운동에 의해 연속적으로 호흡 운동이 일어난다. 가로막과 갈비뼈 중 어느 하나의 운동만으로도 호흡 운동이 가능하나 육상의 사지 동물은 앞다리의 지탱을 흉부에 의존하고 있기 때문에, 호흡 운동에 가로막을 이용하는 경우가 훨씬 많다.

## 같이 보기
- 호흡
- 내호흡
- 허파
- 폐렴